# Feels Like a River
Feels Like a River is een nummer van de Belgische dj Kenn Colt uit 2016, in samenwerking met Michael McCrae.
"Feels Like a River" is een optimistisch nummer met een lenteachtig geluid. De plaat bereikte in Vlaanderen de 3e positie in de Tipparade. Ook in Nederland werd het nummer een bescheiden succesje, met een 10e positie in de Tipparade.